# Legányi Béla Norbert
Legányi Béla Norbert (Pestszentlőrinc, 1906. május 24. – Pannonhalma, 1987. május 13.) bencés  rendi főapát, pedagógus.

## Élete
A budapesti X. kerületi Tisztviselőtelepi Magyar Királyi Állami Gróf Széchenyi István Főgimnáziumban érettségizett. Hittanára, később újmisés kézvezetője, Witz Béla tanácsára jelentkezett a bencés rendbe 1924-ben, a beöltözéskor kapja a Norbert nevet. 1930-ban szentelték pappá. 1925 és 1929 között a Pannonhalmi Tanárképző Főiskolán fizika-matematika szakon végezte felsőfokú tanulmányait, ezt követően a budapesti Állami Tanárvizsgáló Bizottság előtt e tárgyakból középiskolai tanári oklevelet szerzett 1930-ban.
A győri, esztergomi és pannonhalmi bencés gimnáziumokban tanított. 1947-ben a kőszegi bencés gimnázium igazgatója és házfőnöke lett. 1950-ben a pannonhalmi bencés gimnázium igazgatója, 1952-ben a főmonostor perjele, 1958 és 1969 között a bencés rend főapátja volt. 1969. januárjában lemondott erről a tisztségéről. Ezután hét éven át a székesfehérvári Papi Otthon lakója volt. 1976-ban visszatért Pannonhalmára.
Egész életét a bencés rend irányítására és megerősítésére szentelte. Összeállította az új hittankönyvek anyagát, előkészítette kiadásukat. Mint a magyar Püspöki Kar tagja, részt vett a második vatikáni zsinat ülésein.

## Írásai
- Fiz. és Kém. Didaktikai Lpk. (1931:3. sz. A szem ideghártyájának csapjai és pálcái; Az elektromos ívfény elméletének mai állása)